# Ютурна

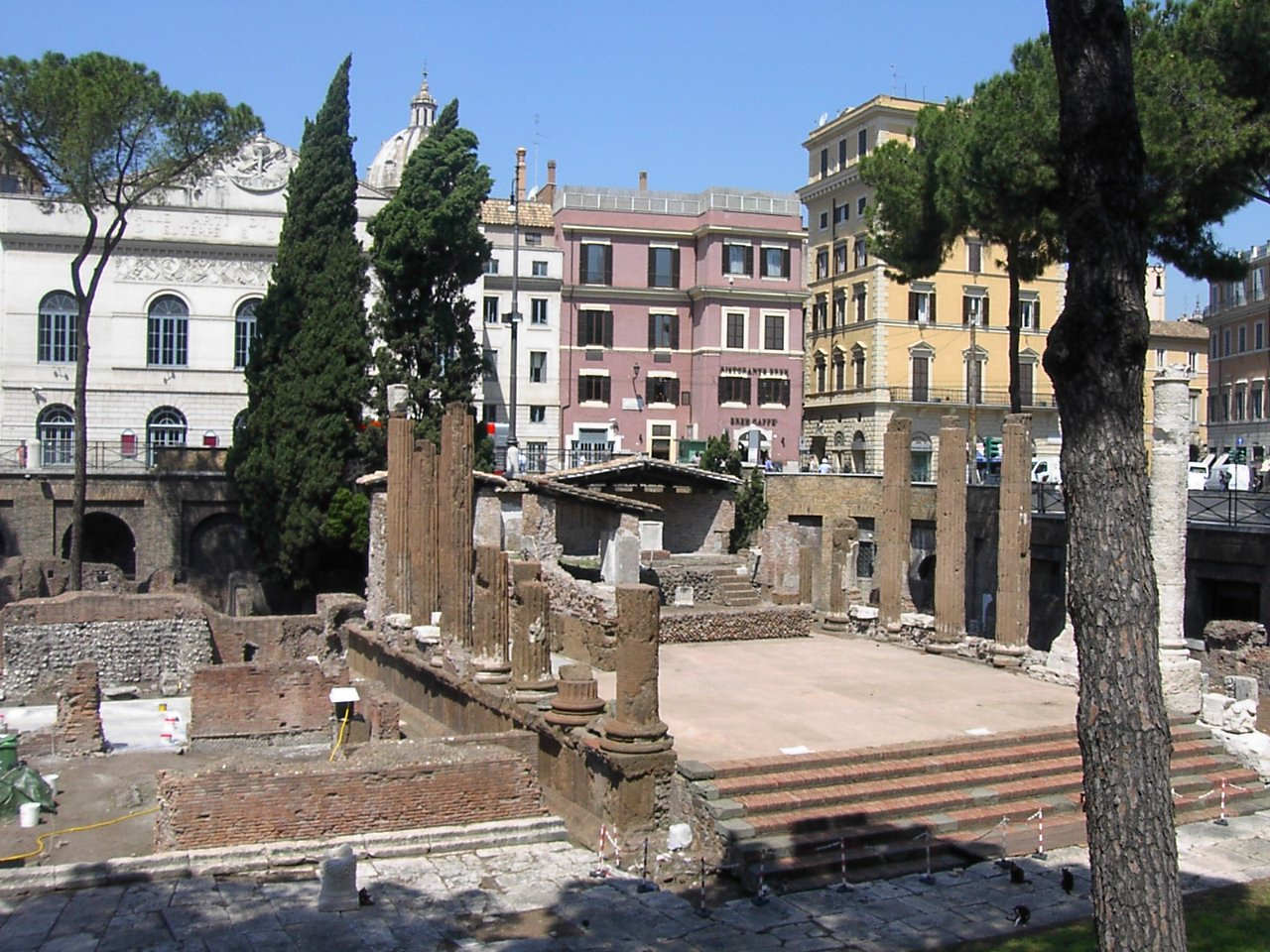
Храм Ютурни на Largo di Torre Argentina у Римі.

Юту́рна (лат. Iuturna) — у давньогрецькій міфології — німфа джерела в Лавінії, сестра рутульського царя Турна, якому допомагала у війні з Енеєм.
Коханка Юпітера, який подарував їй безсмертя і владу над водами; дружина Януса, від якого народила Фонса.
На честь Ютурни справлялося свято ютурналії, у Римі їй був споруджений храм.
З джерела Ютурни на римському форумі, біля підніжжя Палатина брали воду для лікування.